# Julio López del Castillo
Julio López del Castillo fue un periodista, escritor y guionista cinematográfico español.
Poco se sabe sobre él. El 24 de julio de 1896 se batió en un duelo a sable contra el dramaturgo don Ramón del Valle-Inclán, en el cual ambos resultaron heridos, según informó El Globo. Entre sus trabajos cinematográficos como guionista destaca su película Salvemos la patria, por otro título Ana Kadova (1914) dirigida por Fructuós Gelabert y Otto Mulhauser.